# Amanti, primedonne
Amanti, primedonne (Mistress) è un film del 1992 diretto da Barry Primus, con protagonisti Robert Wuhl e Martin Landau. Fanno parte del cast anche celebri attori tra cui Robert De Niro, Eli Wallach, Danny Aiello e Christopher Walken.

## Trama
Martin Landisman è un regista di spot pubblicitari che viene contattato dal produttore Jack Roth, entusiasta di un copione mai realizzato e che Martin non ha perso le speranze di realizzare. Per Landisman l'occasione della vita lo pone all'improvviso davanti alle meschinità di Hollywood, tra clausole di contratto fasulle, finanziatori disonesti, attricette da quattro soldi etc..